# Улюк
Улюк — бывшая река в России на территории современного Татарстана, являлась правым притоком р. Ик. Полностью затоплена в результате образования Нижнекамского водохранилища в 1978—1979 гг..
Длина реки составляла 14 км. Протекала в низине между бывшей устьевой частью Ика и Камой, к северо-востоку от с. Икское Устье и к юго-востоку от с. Ижёвка (ныне акватория водохранилища в этом месте относится к Тукаевскому району).
На некоторых старых картах показана как протока от Камы к Ику.

## Данные водного реестра
По данным государственного водного реестра России относится к Камскому бассейновому округу, водохозяйственный участок реки — Ик от истока и до устья, речной подбассейн реки — бассейны притоков Камы до впадения Белой. Речной бассейн реки — Кама.
Код объекта в государственном водном реестре — 10010101312111100029029.